# Касіпат Чогратхін
Касіпат Чогратхін (24 вересня 1994) — таїландський плавець. Учасник Чемпіонату світу з плавання на короткій воді 2018 на дистанції 50 метрів на спині. Учасник Чемпіонату світу з водних видів спорту 2019 у двох дисциплінах.